# Jakob und Adele
Jakob und Adele war eine erfolgreiche deutsche Fernsehserie des ZDF, die zwischen 1981 und 1989 produziert wurde. Die Serie des Drehbuchautors Herbert Reinecker entstand aus dem Episodenfilm Die Alten kommen, in dem die Schauspieler Carl-Heinz Schroth und Edith Heerdegen zwei Senioren verkörperten, woraus schließlich die Fernsehserie Jakob und Adele entwickelt wurde. Ursprünglich sollte Edith Heerdegen die Rolle von Adele übernehmen, doch die Schauspielerin starb, bevor die Serie fertiggestellt werden konnte. Nach Heerdegens Tod wurde Brigitte Horney die weibliche Hauptrolle angeboten.
Die Produzenten hatten ursprünglich noch eine weitere Staffel für Herbst 1988 geplant, was allerdings durch Horneys vorzeitigen Tod nicht mehr ausgeführt werden konnte. Nach dem Tod von Brigitte Horney im Juli 1988 wurde noch eine letzte Folge, nur mit Carl-Heinz Schroth als Jakob, gedreht. Ein Jahr nach ihr starb auch Schroth.

## Handlung
Jakob und Adele lernen sich als Senioren durch Zufall kennen und beschließen, im Alter noch mal von vorne zu beginnen und ihrer Umwelt zu zeigen, dass das Leben mit über 65 Jahren noch nicht vorbei sei. Mit Witz, Charme und philosophischen Betrachtungen über das Leben kämpfen Jakob und Adele mit Unternehmungen wie Reisen, Discobesuch und Detektivarbeit gegen gesellschaftliche Klischees und helfen verschiedensten Leuten manches Mal aus Notlagen. Hauptspielort der Serie war Berlin. Die Folge Haus mit hellen Fenstern wurde auf Mallorca gedreht, Jakob und Adele als Privatdetektive spielte in München. Am Ortasee – dem Wohnort von Carl-Heinz Schroth – wurde die Folge Reise nach Feuerland gedreht.
Eine Folge enthielt anfangs drei bis vier einzelne Episoden.
Als Gastdarsteller traten auf:
- Hans Häckermann
- Ernst Stankovski
- Manfred Krug
- Gerd Baltus
- Joachim Wichmann
- Gerd Duwner
- Rudolf Platte
- Matthias Ponnier
- Peer Schmidt
- Friedrich G. Beckhaus
- Wichart von Roëll
- Evelyn Hamann
- Andrea L’Arronge
- Diether Krebs
- Erni Singerl
- Louise Martini
- Jophi Ries
- Peter Schiff
- Christine Neubauer
- Willy Harlander

## Folgen
| Nr. | Episode(n)                                                                                             | Erstausstrahlung  |
| --- | --- | ----------------- |
| 1   | Schwebendes Verfahren / Ein Festmahl / Was erwartest du von der Zukunft / Jakob und die Familie        | 30. Dezember 1982 |
| 2   | Vorstufe zur Toleranz / Altes Ehepaar gesucht / Oben und unten                                         | 26. Dezember 1983 |
| 3   | Viermal die Acht / Gern gelebt zu haben / Eine Grundstücksangelegenheit / Rosen für Adele              | 22. Januar 1984   |
| 4   | Die Probefahrt / Von der Schwierigkeit, ein Kamel zu kaufen / Eine Altersliebe / Eine Freudenbotschaft | 27. Dezember 1984 |
| 5   | Eine persönliche Angelegenheit / Das Geburtstagsständchen / Eine kleine Tragödie                       | 3. Februar 1985   |
| 6   | Das Orakel / Der Wecker hat geklingelt / Das Traumhaus                                                 | 26. Dezember 1985 |
| 7   | Die Reise nach Feuerland                                                                               | 16. Januar 1986   |
| 8   | Haus mit hellen Fenstern                                                                               | 25. Dezember 1986 |
| 9   | Jakob und Adele als Privatdetektive                                                                    | 10. April 1988    |
| 10  | Kurerlebnisse                                                                                          | 4. Februar 1989   |
| 11  | Jakob oder Liebe hört nicht auf                                                                        | 26. Oktober 1989  |

Am 11. Februar 2007 wurde ein 90-minütiges Special mit dem Titel Die schönsten Geschichten veröffentlicht:
- Ein Festmahl
- Vorstufe zur Toleranz
- Viermal die Acht
- Eine Grundstücksangelegenheit
- Rosen für Adele